# Munroe Bourne
Frederick Munroe Bourne, född 26 juni 1910 i Victoria, död 11 juli 1992 i Rothesay, var en kanadensisk simmare.
Bourne blev olympisk bronsmedaljör på 4 x 200 meter frisim vid sommarspelen 1928 i Amsterdam.